# Dąbrówka (gmina Lubanie)
Dąbrówka – osada w Polsce położona w województwie kujawsko-pomorskim, w powiecie włocławskim, w gminie Lubanie.
W latach 1975–1998 miejscowość administracyjnie należała do województwa włocławskiego.